# Abidin Bej al-Arnaut
Abidin Bej al-Arnaut (arab. ‏عابدين بك الأرناؤوطي‎; ur. 1780, zm. 1827) – egipski polityk pochodzenia albańskiego, od kwietnia 1821 do 1826 roku gubernator Dongoli.